# Liste der Weihbischöfe in Bamberg

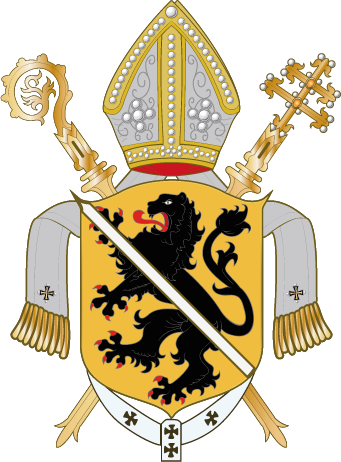
Wappen des Erzbistums Bamberg

Die Liste der Weihbischöfe in Bamberg nennt die Weihbischöfe des Erzbistums Bamberg. Sie waren dem Bamberger Bischof zur Seite gestellt. Weihbischöfe gibt es seit dem 13. Jahrhundert als Wanderbischöfe. Sie waren mit diplomatischen Aufträgen im Reich unterwegs. Als Titularbischöfe wurden sie auf ein nicht mehr existierendes Bistum geweiht. Am 17. Oktober 1497 inkorporierte Papst Alexander VI. (1492–1503) aufgrund eines Bittgesuchs von Bischof Heinrich III. Groß von Trockau die Pfarrei (Alt-)St. Martin „für immer“ dem Amt des Bamberger Weihbischofs.

## Wanderbischöfe
- Heinrich von Streitberg: 1255; Bischof von Samland und Mitglied des Deutschen Ordens. Er weihte den St.-Stephans-Altar in der Sebaldus-Kirche zu Nürnberg. Auch als Weihbischof des Bistums Würzburg findet er sich.

- Incelerius Proditz: zwischen 1280 und 1297, Augustinereremit, Titularbischof von Budua in Dalmatien, in Bamberg als Weihbischof belegt. In folgenden Bistümern tritt er als Weihbischof auf: Würzburg, Mainz, Konstanz, Cammin und Halberstadt.

- Johannes von Heldritt aus der Familie von Heldritt verstarb als Weihbischof in Bamberg 1416. Sein Grabdenkmal ist in der Kirche des Dominikanerklosters noch vorhanden.

- Hermann Weise nahm zwischen 1417 und 1450 bischöfliche Amtshandlungen vor. Des Weiteren ist er belegt in den Diözesen Mainz und Würzburg

- Peter Ulmer tritt auch zwischen 1417 und 1450 von Schwäbisch Gmünd als Suffragan Petrus de Gamundia in den Bistümern Freising und Eichstätt auf.

## Weihbischöfe in Bamberg
- Johann Goldener alias Rupp war ein Augustinereremit, welcher von Papst Nikolaus V. am 1. Februar 1451 zum Titularbischof von Acre (Syrien) ernannt wurde. Bischof Anton von Rotenhan verpflichtete ihn als ersten festen Weihbischof für das Bistum Bamberg bei einem Jahressalär von 200 Dukaten. Er gilt als der 1. Weihbischof in Bamberg, und mit ihm beginnt die durchgängige Zählung. In den Jahren 1453–1461 war er als Administrator des Klosters Michaelsberg eingesetzt. Er starb am 25. April 1475.

- Hieronymus von Reitzenstein aus der Familie von Reitzenstein war Zisterziensermönch aus dem Kloster Langheim, wurde von Papst Sixtus IV. zum Titularbischof von Athyra am 16. November 1474 ernannt und in Rom am 18. Dezember 1474 geweiht. Bischof Georg I. von Schaumberg sicherte den Lebensunterhalt des Weihbischofs durch Erträgnisse aus der Pfarrei Altenkunstadt und Einkommenserweiterung aus dem bischöflichen Tafelgut. Er starb am 16. Juli 1503.

- Kaspar Preyel (auch Caspar Breyl) aus Kulmbach wurde zum Titularbischof von Athyra durch Papst Julius II. ernannt. Er weihte 1510 Kloster St. Jobst. Er starb am 28. Juli 1517.

- Andreas Henlein wurde zum Titularbischof von Athyra durch Papst Leo X. ernannt. Er starb am 7. Februar 1542.

- Johann Rüger war der Dominikanerprior des Klosters in Bamberg und wurde von Papst Paul III. zum Titularbischof von Athyra am 18. August 1542 ernannt.

- Peter Rauch war ebenfalls ein Dominikaner und wurde am 17. August 1546 von Papst Paul III. zum Titularbischof von Athyra ernannt. Er starb am 2. November 1558.

- Paul Jäger war Chorherr bei St. Stephan und wurde am 17. Juli 1560 zum Titularbischof von Athyra durch Papst Pius IV. ernannt. Er starb aber bereits am 30. April 1561 ohne Empfang der Bischofsweihe.

- Friedrich Lichtenauer war Domprediger in Salzburg, wurde durch Papst Pius IV. zum Titularbischof von Athyra ernannt am 9. Januar 1562 und durch Weihbischof Georg Flach von Würzburg am 28. Juni 1562 geweiht. Er starb am 11. Dezember 1570.

- Jakob Feucht war Pfarrer an der Kirche zu Unserer lieben Frau in Ingolstadt und wurde am 16. Juni 1572 von Papst Gregor XIII. zum Titularbischof von Athyra ernannt. Er erhielt die Bischofsweihe durch den Kardinal Otto Truchsess von Waldburg. Er wurde am 22. Juni 1572 zum Bischof von Augsburg ernannt und starb am 26. April 1580.

- Johann Ertlin, der Stiftsprediger zu Forchheim, wurde von Papst Gregor XIII. am 10. April 1581 zum Titularbischof von Athyra ernannt. Er starb am 26. März 1607.

- Johann Schöner war Generalvikar in Bamberg und wurde am 28. Juli 1608 zum Titularbischof von Athyra von Papst Paul V. ernannt. Er erhielt durch den Würzburger Weihbischof Euchar Sang die Bischofsweihe. Er starb am 24. September 1651.

- Friedrich Förner war Generalvikar in Bamberg und wurde zum Titularbischof von Hebron am 3. September 1612 ernannt durch Papst Paul V. Er wurde geweiht durch den Bischof von Bamberg Johann Gottfried I. von Aschhausen. Er war maßgeblich beteiligt an den Hexenprozessen zur Zeit des Fürstbischofs Johann Georg II. Fuchs von Dornheim. Er starb am 5. Dezember 1630.

- Nach Förner gab es für 75 Jahre keinen Weihbischof in Bamberg.

- Johann Werner Schnatz war Dekan am Kollegiatstift St. Stephan in Bamberg und wurde von Papst Clemens XI. zum Titularbischof von Dragobitia (Drago) am 16. November 1705 ernannt. Er erhielt die Bischofsweihe in Mainz durch den Kurfürsten von Mainz, den Fürstbischof von Bamberg Lothar Franz von Schönborn am 21. Dezember 1705. Er starb am 25. Juli 1723.

- Franz Joseph Anton von Hahn wurde von Papst Clemens XII. zum Titularbischof von Arad am 27. März 1723 ernannt und durch den Bamberger Fürstbischof Friedrich Karl von Schönborn am 19. September 1734 geweiht. Er verstarb am 4. Juli 1748.

- Heinrich Joseph von Nitschke wurde als Stiftsherr in Mainz von Papst Benedikt XIV. zum Titularbischof von Antipatris ernannt, erhielt die Bischofsweihe am 23. März 1749 durch Fürstbischof Johann Philipp Anton von und zu Frankenstein. Er starb am 23. Mai 1778.

- Johann Adam Behr war Seminarregens und wurde zum Titularbischof von Himeria durch Papst Pius VI. ernannt. Er erhielt die Bischofsweihe vom Bamberger Fürstbischof Adam Friedrich von Seinsheim am 28. Oktober 1778. Er starb am 5. November 1805.

- Johann Friedrich Oesterreicher war Domkapitular, Papst Leo XII. ernannte ihn zum Titularbischof von Dorylaëum am 24. November 1823. Er wurde zum Bischof von Eichstätt berufen am 12. Mai 1825 und starb am 31. Januar 1835.

- Michael von Deinlein war Generalvikar, er wurde von Papst Pius IX. zum Titularbischof von Adramyttium am 27. Juni 1853 ernannt. Die Bischofsweihe empfing er am 20. November 1853 durch den Münchner Erzbischof Karl August von Reisach. Er wurde ernannt zum Bischof von Augsburg am 17. Januar 1856 und zum Erzbischof von Bamberg am 15. Juni 1858. Er starb in Bamberg am 4. Januar 1875.

- Von 1856 bis 1913 gab es keinen Weihbischof in Bamberg.

- Adam Senger war Generalvikar; er wurde von Papst Pius X. zum Titularbischof von Comana Armeniae am 2. Dezember 1912 ernannt, erhielt durch den Bamberger Erzbischof Jacobus von Hauck die Bischofsweihe am 12. Januar 1913 und starb am 17. März 1935.

- Joseph Otto Kolb war Domkapitular; er wurde zum Titularbischof von Velicia am 10. August 1935 durch Papst Pius XI. ernannt. Durch den Bamberger Erzbischof Jacobus von Hauck erhielt er am 13. Oktober 1935 die Bischofsweihe und wurde am 26. Januar 1943 zum Erzbischof von Bamberg ernannt. Er starb am 29. März 1955.

- Artur Michael Landgraf war Hochschulprofessor; er wurde durch Papst Pius XII. zum Titularbischof von Eudocia am 17. Oktober 1943 ernannt und empfing am 21. November 1943 durch den Bamberger Erzbischof Joseph Otto Kolb die Bischofsweihe. Er verstarb am 8. September 1958.

- Johannes Lenhardt war Domdekan und wurde von Papst Johannes XXIII. zum Titularbischof von Carystus ernannt am 13. Juni 1959. Er erhielt vom Bamberger Erzbischof Joseph Schneider am 25. Juli 1959 die Bischofsweihe. Er verstarb im April 1966.

- Martin Wiesend (* 28. April 1910, Kulmain; † 7. März 2003), Titularbischof von Migirpa, Weihbischof in Bamberg 1967–1985

- Werner Radspieler (* 13. August 1938, Nürnberg; † 7. März 2018), Titularbischof von Thugga, Weihbischof in Bamberg 1986–2013.

- Herwig Gössl (* 22. Februar 1967, München) wurde am 24. Januar 2014 von Papst Franziskus zum Weihbischof in Bamberg und zum Titularbischof von Balecium ernannt und am 15. März 2014 von Erzbischof Ludwig Schick in Bamberg geweiht. Am 9. Dezember 2023 wurde er von Papst Franziskus zum Erzbischof von Bamberg ernannt und am 2. März 2024 inthronisiert.